# Nordausques
Nordausques település Franciaországban, Pas-de-Calais megyében. Lakosainak száma 1293 fő (2022. január 1.). Nordausques Recques-sur-Hem, Bayenghem-lès-Éperlecques, Muncq-Nieurlet, Nort-Leulinghem, Tournehem-sur-la-Hem és Zouafques községekkel határos.

## Népesség
A település népességének változása:
| Lakosok száma | 1112 | 1196 | 1249 | 1273 | 1310 | 1315 | 1336 | 1314 | 1293 |
|               | 2013 | 2015 | 2016 | 2017 | 2018 | 2019 | 2020 | 2021 | 2022 |